# Магаданка
Магада́нка — река на Дальнем Востоке России, протекает по территории городского округа Магадан и делит его на две части. Длина реки — 29 км. Впадает в Тауйскую губу Охотского моря.

## Гидроним
Названа по возникшему здесь в 1930-х гг. городу Магадан.
Впервые упоминается в лоции гидрографа Б. В. Давыдова как Молотар (с эвен. — «белуха») и описывается так:

В вершину бухты впадает небольшая речка Молотар, берущая начало в заболоченных, лесистых районах перешейка полуострова <Старицкого>. Тот час же южнее устья, близ самого моря, расположено несколько летних юрт тунгусов, селящихся здесь во время хода рыбы в речку.
Впоследствии была нанесена на карту как Магаданка В. А. Цареградским, который, вероятно, не знал об уже существующем названии реки.
Притоки: река Каменушка, ручьи Андреевский, Болотный, Озёрный, Моховой (Лисий).

## В искусстве
- Магаданке посвящена одноимённая песня Вадима Козина.